# John Forrest (om politic)
Această pagină se referă la un explorator și om politic. Pentru alte persoane omonime, vedeți John Forrest.

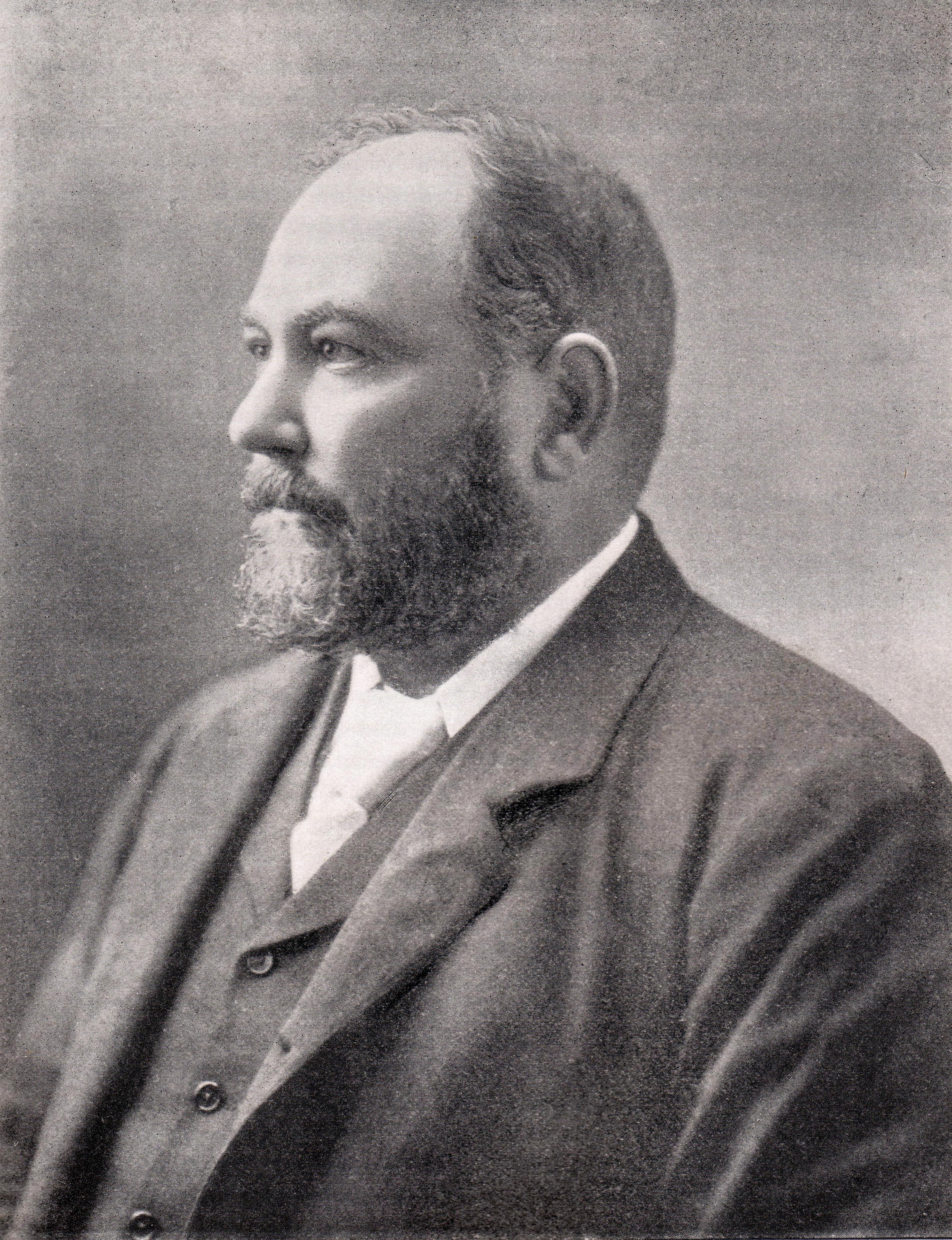
John Forrest

Sir John Forrest (n. 22 august 1847, Bunbury, Australia de Vest, Australia – d. 3 septembrie 1918, Colonia și Protectoratul Sierra Leone⁠(d), British West Africa⁠(d), Imperiul Britanic) a fost explorator australian și om politic în Australia de Vest.
A fost primul premier al acestui stat și a deținut și funcția de ministru.
În tinerețe a condus trei expediții în regiunea de vest a Australiei, în urma cărora a publicat o lucrare intitulată Explorations in Australia.